# Estação Ferroviária de Espinho

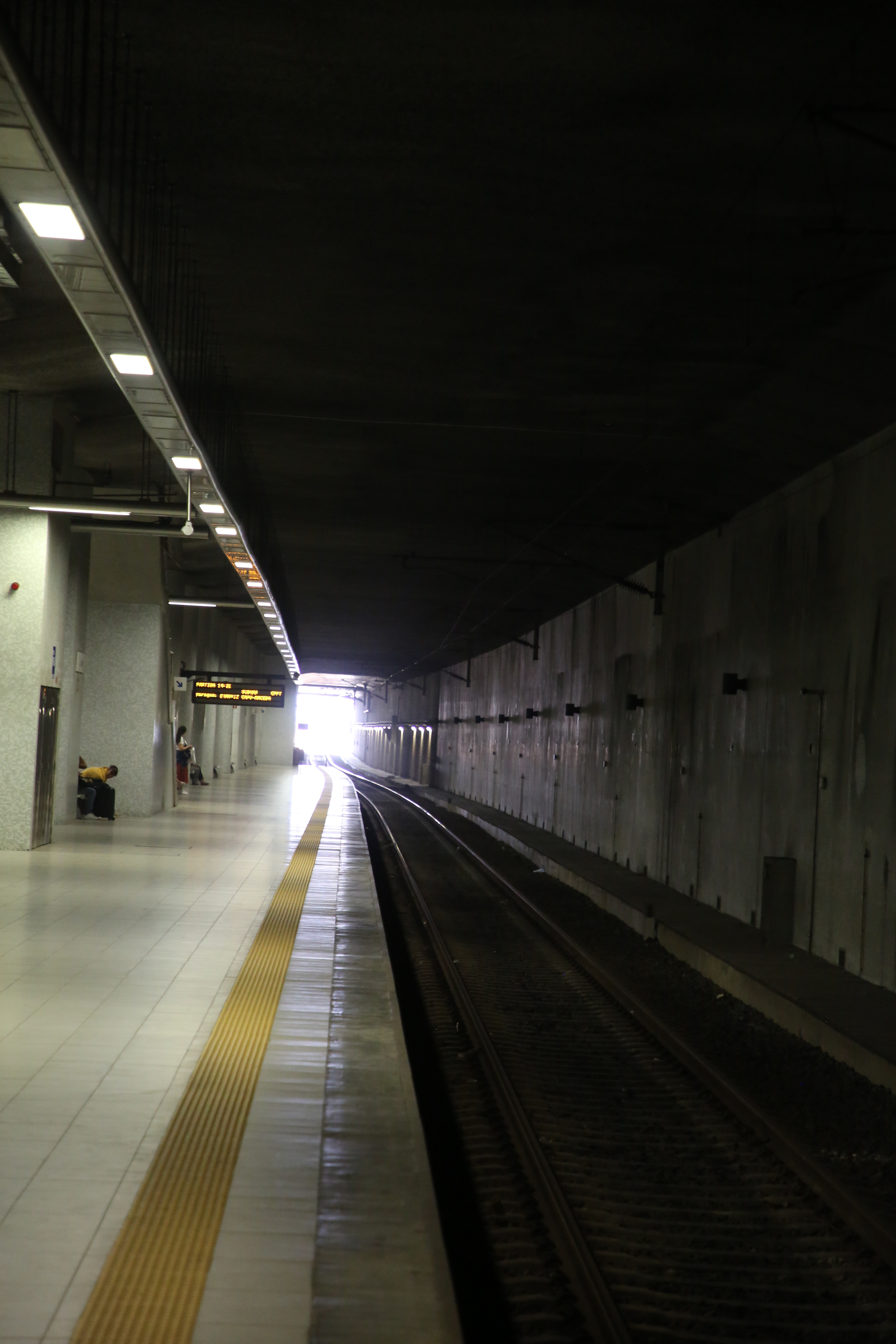
Vista da plataforma subterrânea, em 2019.

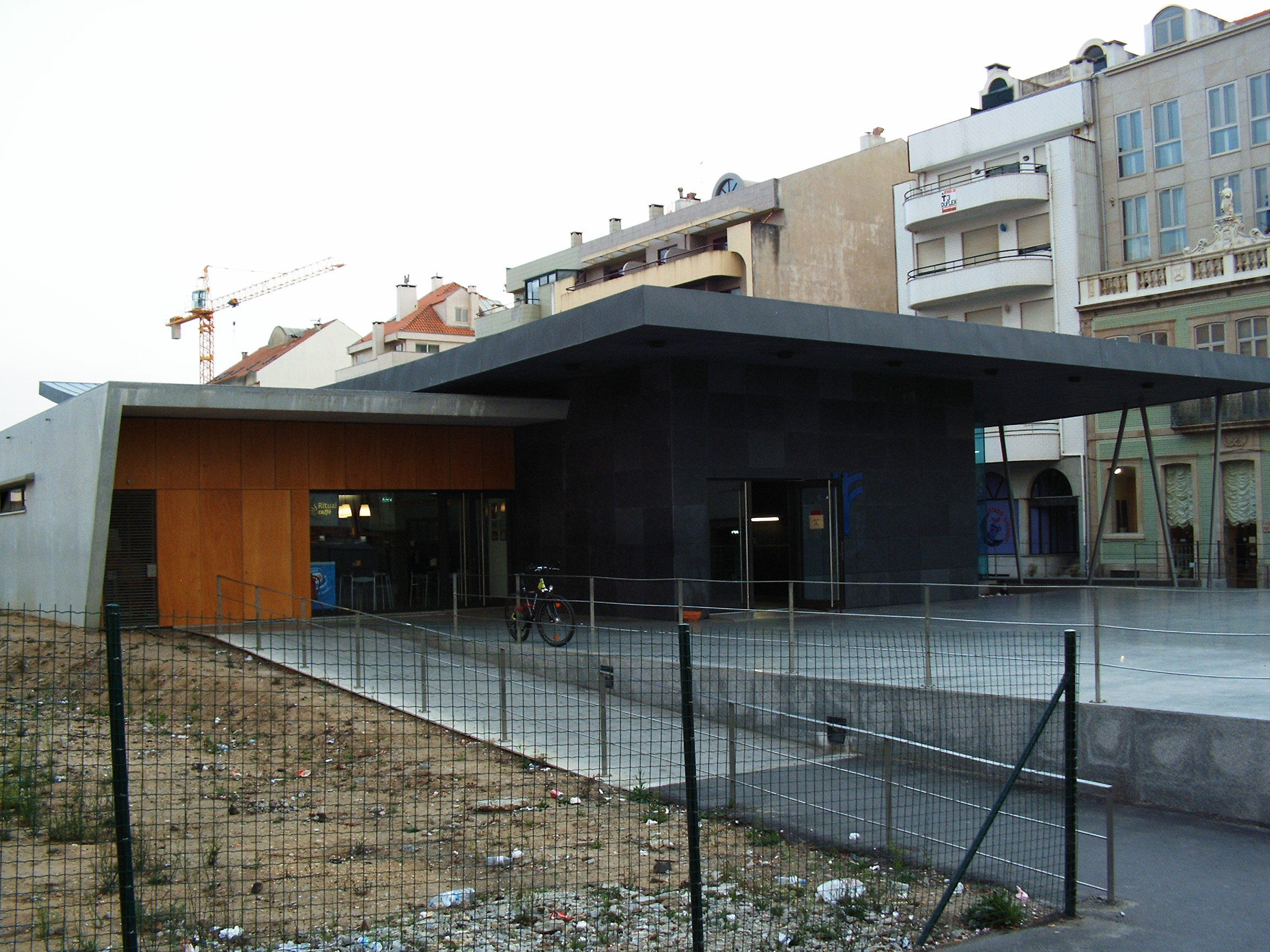
Aspeto do edifício à superfície, em 2009.

A estação ferroviária de Espinho (oficialmente, o apeadeiro de Espinho; até 1951 a sua secção de via estreita  identificada como de Espinho-Praia) é uma interface da Linha do Norte, que serve a cidade de Espinho, em Portugal. A edificação atual, que entrou ao serviço em 4 de Maio de 2008, é maioritariamente subterrânea e substituiu antiga estação, de tipologia convencional.

## Descrição

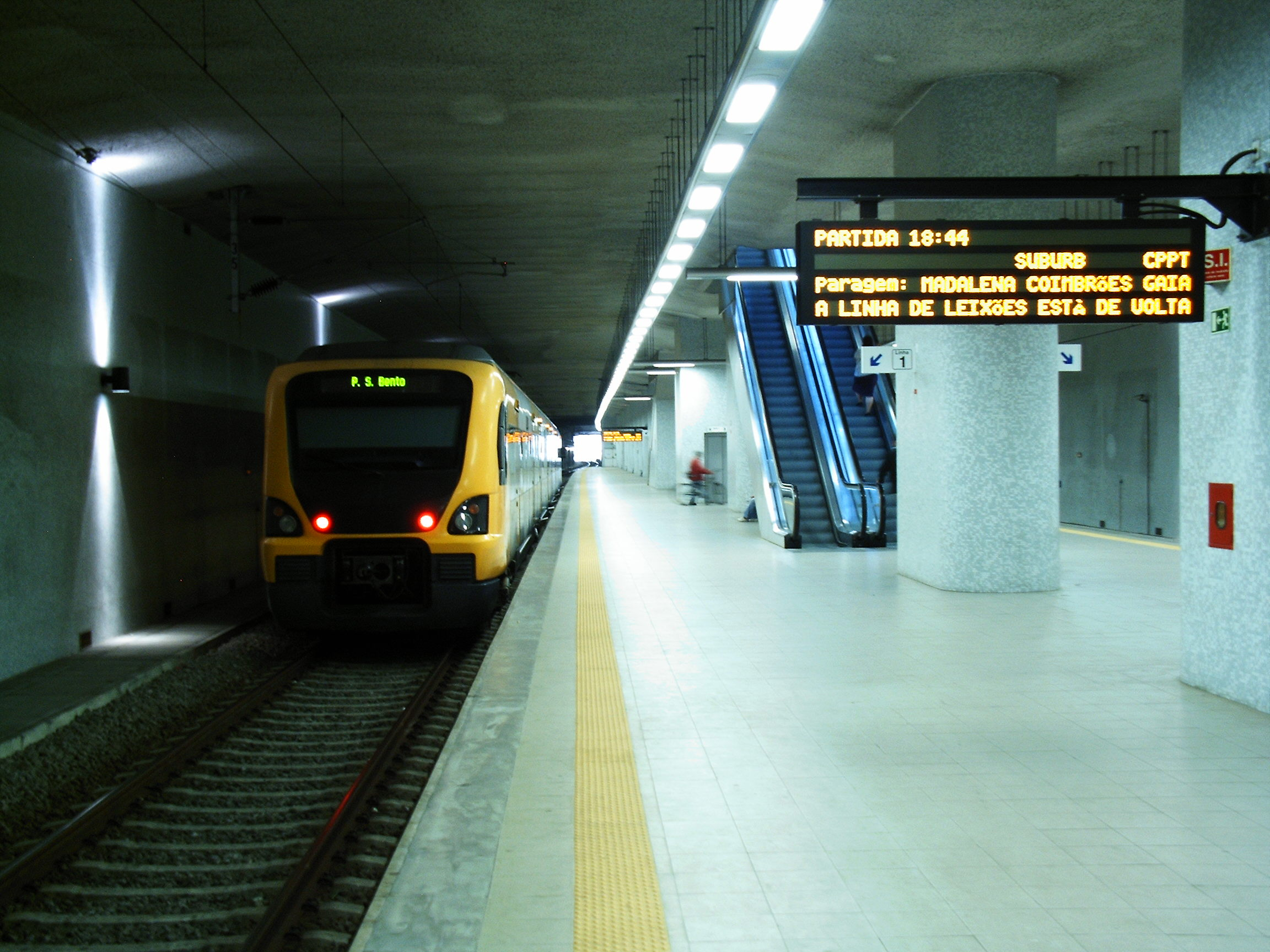
Gare da estação de Espinho.

### Localização e acessos
A estação ferroviária de Espinho situa-se no centro da localidade com o mesmo nome, tendo acesso pela Avenida 8.

### Infraestrutura
No Diretório da Rede de 2017, publicado pela empresa Infraestruturas de Portugal em 10 de Dezembro de 2015, a estação de Espinho aparece com a classificação A (apeadeiro). Como apeadeiro numa linha de via dupla, esta interface apresenta-se nas duas vias de circulação (I e II) cada uma acessível por plataforma — ambas com de 300 m de comprimento e 90 cm de altura, configuração assaz reduzida em comparação com a de décadas anteriores.
Apesar da configuração das vias que servem a gare não ter qualquer apetrecho para além da sinalização vertical, o que lhe confere a classificação singela de apeadeiro, a tipologia oficial de Espinho, fruto do grande número de passageiros a que atende, é a mais elevada (A), tendo sido aumentada em 2022 do valor anterior (B).

#### Inserção na Linha do Vouga
Entre 1908 e 2004, esta estação serviu como ponto de interface da Linha do Norte (bitola ibérica) com a Linha do Vouga (bitola métrica) e como terminal desta, sendo enquanto tal conhecida originalmente como Espinho-Praia. A partir de 2004, o terminal da Linha do Vouga em Espinho foi encurtado à vizinha estação Espinho-Vouga.
|  |  |  |

|  |  |  |

|  |  |  |

|  |  |  |

|  |  |  |

|  |  |  |

|  |  |  |

|  |  |  |

|  |  |  |

|  |  |  |

 O ponto fulcral da Linha do Vouga é a estação de Sernada, onde a linha oriunda de Aveiro se bifurca — seguindo para Viseu, à direita, e para Espinho, à esquerda. No entanto, desde a fase de planeamento (década de 1890) até 1992, a nomenclatura das linhas contrariava a sua topologia, designado-se o trajeto Espinho-Viseu (incl. infleção em Sernada) como Linha do Vouga, sendo o segmento remanescente (Aveiro-Sernada) identificado como Ramal de Aveiro. Só em 1992 foi esta nomenclatura retificada, passando a designar-se Linha do Vouga o trajeto contínuo Espinho-Aveiro, ficando o restante segmento, Viseu-Sernada (entretanto extinto em 1990), com o nome Ramal de Viseu; no entanto, a igualmente já extinta Linha do Dão (S.C.Dão-Viseu) foi também integrada sob esta nóvel designação.

### Serviços
A estação é utilizada por serviços Alfa Pendular, Intercidades, Regionais e urbanos da operadora Comboios de Portugal.

## História

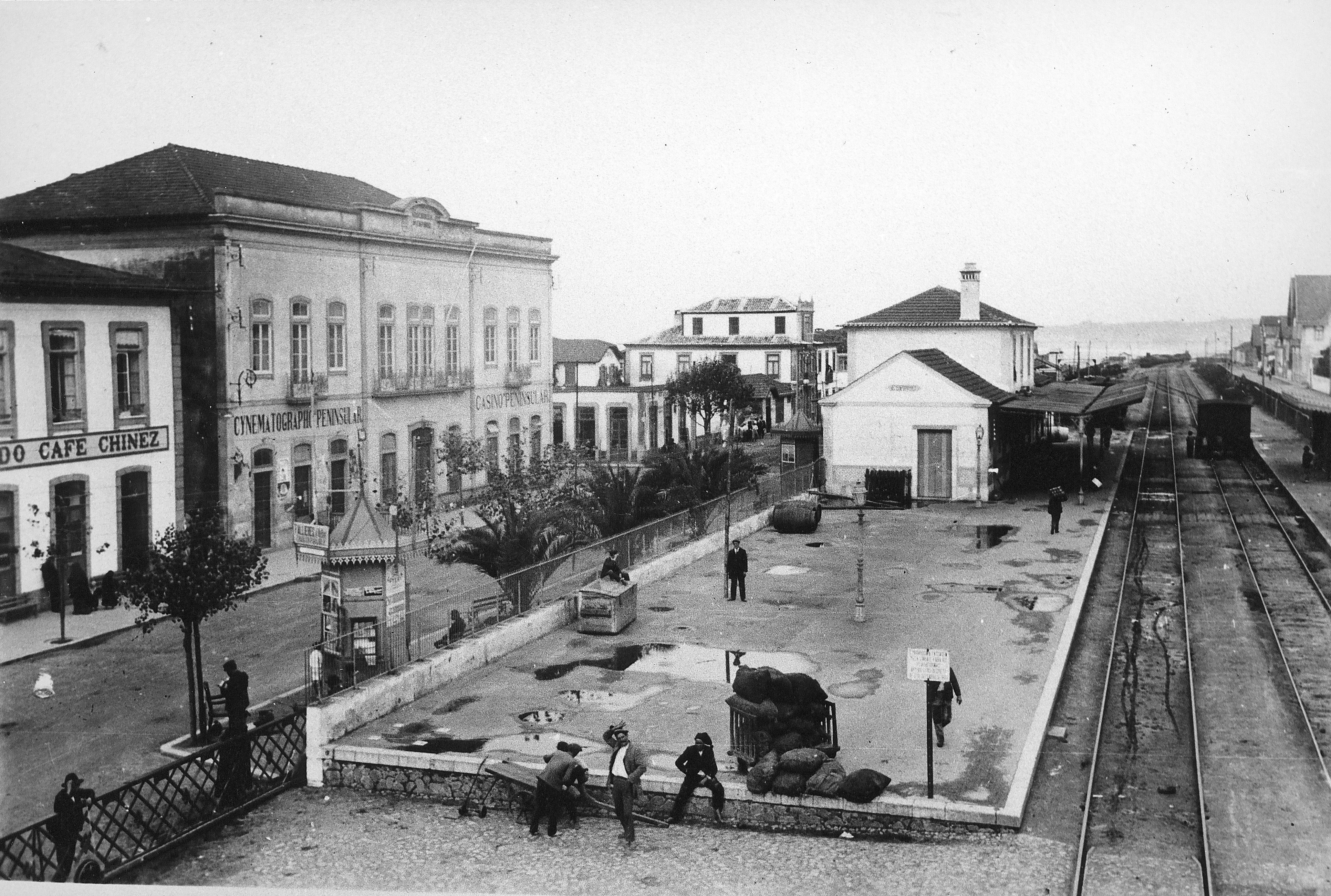
Estação de Espinho, ainda antes da inauguração da Linha do Vouga

### Inauguração
A estação de Espinho encontra-se no troço entre Vila Nova de Gaia e Estarreja da Linha do Norte, que foi inaugurado pela Companhia Real dos Caminhos de Ferro Portugueses em 8 de Julho de 1863.

### Ampliação da estação
Em Março de 1898, previam-se obras para ampliar esta estação, com a reconstrução e alargamento do edifício principal, que se tinha tornado insuficiente para a procura; com efeito, Espinho tinha-se tornado um importante centro de turismo balnear, recebendo um grande número de visitantes estrangeiros e do Norte do país. O edifício de passageiros situava-se do lado poente da via (lado esquerdo do sentido ascendente, a Campanhã).

### Século XX

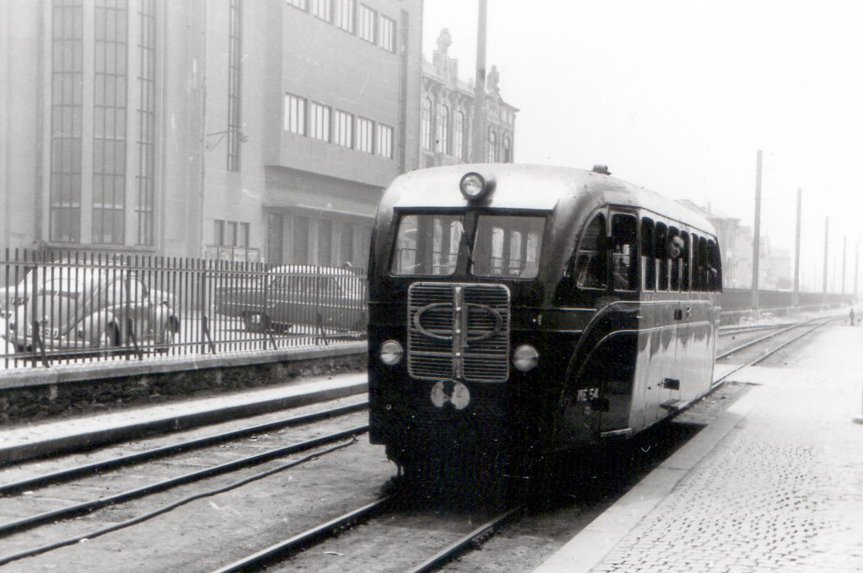
Automotora da Série 9050 da CP no cais da Linha do Vouga na Estação de Espinho, em 1968.

#### Ligação à Linha do Vouga
Dois alvarás, de 11 de Julho de 1889 e 23 de Maio de 1901, autorizaram Francisco Frederico Palha a construir uma linha entre Torredeita, na Linha do Dão, e Espinho, com um ramal até Aveiro. Em 1895, já o ponto inicial tinha sido alterado para Viseu. O projecto foi aprovado por uma portaria de 30 de Outubro de 1903, e o primeiro troço da Linha do Vale do Vouga, de Espinho a Oliveira de Azeméis, foi inaugurado a 21 de Dezembro de 1908. A Compagnie Française pour la Construction et Exploitation des Chemins de Fer à l'Étranger, construtora da Linha, organizou um comboio especial para a cerimónia, que teve a presença do rei D. Manuel II. A rede do Vouga, de Viseu a Espinho e Aveiro foi concluída com a abertura do troço entre Termas de São Pedro do Sul e Moçâmedes, em 5 de Fevereiro de 1914.
Em 28 de Agosto de 1902, a Companhia Real instituiu, a partir do dia 1 de Setembro, uma paragem de um minuto nesta estação, dos comboios expressos entre o Porto e Lisboa-Rossio.
Em 1903, a Companhia Real dos Caminhos de Ferro Portugueses ordenou que fossem instalados, nesta interface, semáforos do sistema Nunes Barbosa, devido ao bom desempenho que este equipamento teve noutras estações. Em 20 de Outubro de 1906, foi duplicado o troço de Esmoriz a Espinho, e deste ponto até Estarreja em 26 de Novembro do mesmo ano.
Em 1910, previa-se a construção de uma variante à Linha do Norte na zona de Espinho, com receio dos prejuízos que o avanço do oceano poderia fazer.
Em 1932, a Companhia dos Caminhos de Ferro Portugueses abriu um poço nesta estação. Em 21 de Dezembro de 1933, realizou-se um comboio especial de via estreita entre Aveiro e Espinho, para celebrar o 25.º aniversário da inauguração da Linha do Vouga; a estação de Espinho foi decorada para o evento, e foi descerrada uma placa comemorativa.

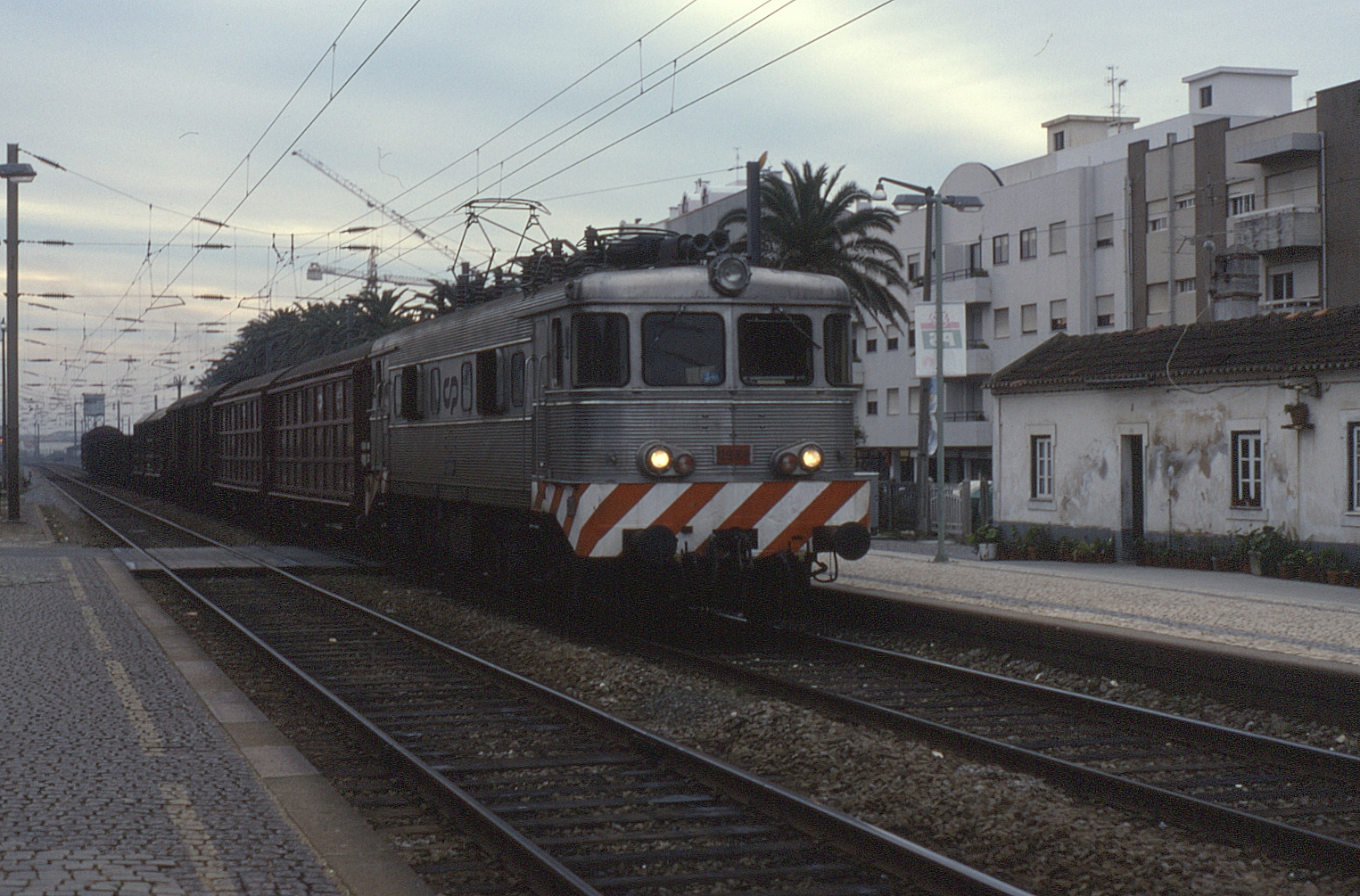
Comboio de mercadorias circulando em Espinho em 1983.

Em 5 de Fevereiro de 1949, entraram ao serviço novas carruagens Schindler nos comboios entre Braga, Porto e Espinho; no primeiro comboio entre o Porto e Espinho, viajaram individualidades da Companhia dos Caminhos de Ferro Portugueses e do estado, e representantes do turismo e da imprensa.
Um diploma do Ministério das Comunicações de 4 de Janeiro de 1951 ordenou que a estação de Espinho-Praia, que era o terminal da Linha do Vouga, fosse fundida com a estação principal de Espinho, nessa altura situada ao PK 317+102 da Linha do Norte.
Na década de 1980, esta estação apresentava sete vias de circulação e treze vias secundárias, das quais respetivamente três e seis em bitola métrica.

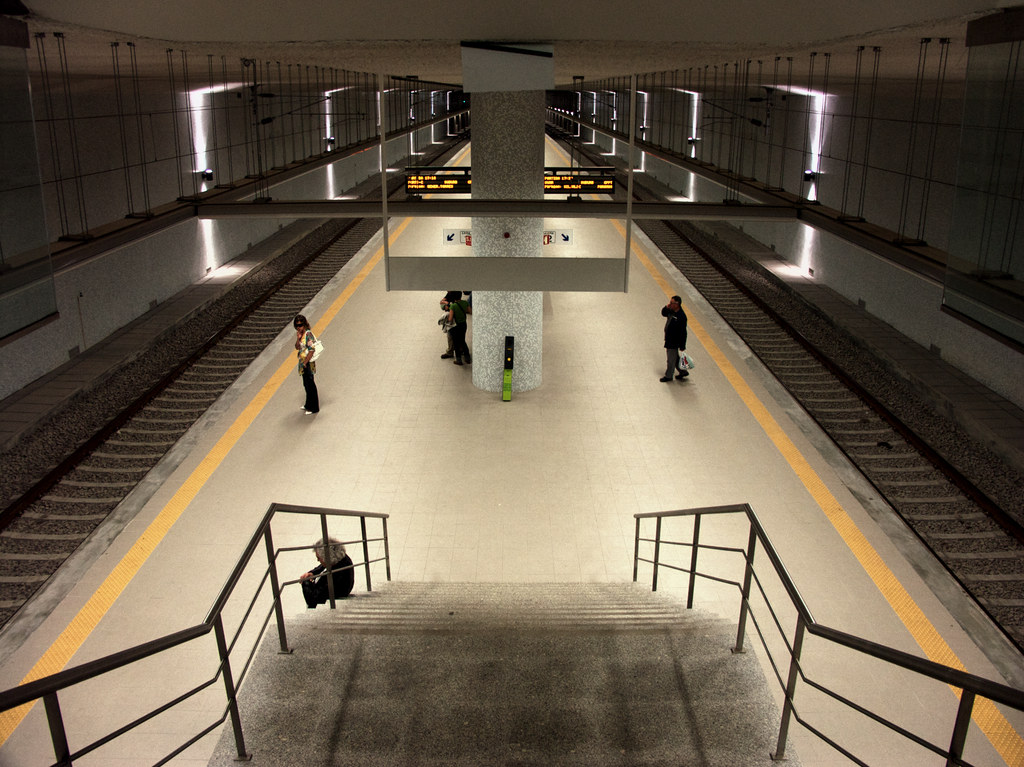
Gare da nova estação de Espinho, em 2008

### Século XXI
No programa de modernização da Linha do Norte, apresentado pela operadora Caminhos de Ferro Portugueses em 1988, estava prevista a construção de uma nova gare em Espinho. Nos princípios do Século XXI, foi iniciado um projecto de enterramento do troço da Linha do Norte no interior da cidade de Espinho, incluindo a gare ferroviária. Desta forma, em Julho de 2004, foi encerrado o troço da Linha do Vouga até Espinho-Vouga.
A demolição do edifício de passageiros teve lugar na madrugada de 22 de Março de 2007, após a passagem do último comboio, tendo sido igualmente destruída a passagem pedonal subterrânea sob a estação, ornamentada com azulejos alusivos à história da localidade. A nova gare, com estatuto de apeadeiro, entrou ao serviço na madrugada do dia 4 de Maio de 2008.
Cerca de um ano após a inauguração da nova estação, o terreno ocupado pela antiga gare começou a ser alvo de obras de requalificação, estando projectada a instalação de vários largos e praças, destacando-se as Praças do Casino, que teria relvados e espelhos de água, e da Senhora da Ajuda, em frente da capela, onde seriam construídos um posto de turismo e um coreto. Os comerciantes da zona criticaram o atraso no arranque das obras, alegando uma quebra na procura após o encerramento da antiga estação.

Em 2010, o presidente da Junta de Freguesia de Espinho, Rui Torres, criticou o Plano de Emergência Integrado do Túnel e Apeadeiro de Espinho, uma vez que os acessos de emergência previstos naquele documento eram apenas escadas, além que apenas existiam saídas de emergência de um dos lados do túnel, complicando a evacuação de pessoas com mobilidade reduzida, crianças e idosos.